# Paquita la del Barrio (telessérie)
Paquita la del Barrio (estilizado  ¡Paquita la del Barrio, las verdades bien cantadas) é uma série de televisão mexicana de 2017 produzida pela Sony Pictures Television e Teleset para Imagen Televisión. É baseada na vida da cantora e intérprete mexicana Paquita la del Barrio.

## Sinopse
A história de uma mulher que nasceu na pobreza mas se tornou uma das cantoras mais conhecidas de todo o México.

## Elenco
- Andrea Ortega-Lee ...Paquita la del Barrio[2]
- Erick Chapa ...Camilo
- Miguel Ángel Biaggio ....Jorge
- Lambda García ...Antonio[3]
- Carlos Espejel ...Eduardo Toscano
- Sofía Garza ...Viola
- Gloria Stalina ...Clara
- Marcia Coutiño ...Lucía
- Andrés Pardavé ...Hernando
- Paloma Woolrich ...Engracia
- Milton Cortéz ...Gerardo
- Marissa Saavedra ...Aurora
- Emilio Guerrero ...Padre Fertxu
- Carmen Madrid ...Rosa
- Alejandro de Marino ...Mario / Marina
- Joaquín Ferreira ...Alfonso
- Ariane Pellicer ...Griselda
- Fabiana Perzabal ...Rafaela
- Mimi Morales ...Carmina

## Prêmios e indicações
| Ano  | Prêmio                         | Categoria         | Indicação             | Resutado |
| ---- | ------------------------------ | ----------------- | --------------------- | -------- |
| 2018 | 46th International Emmy Awards | Melhor Telenovela | Paquita la del Barrio | Indicado |